# Avspärrningsband

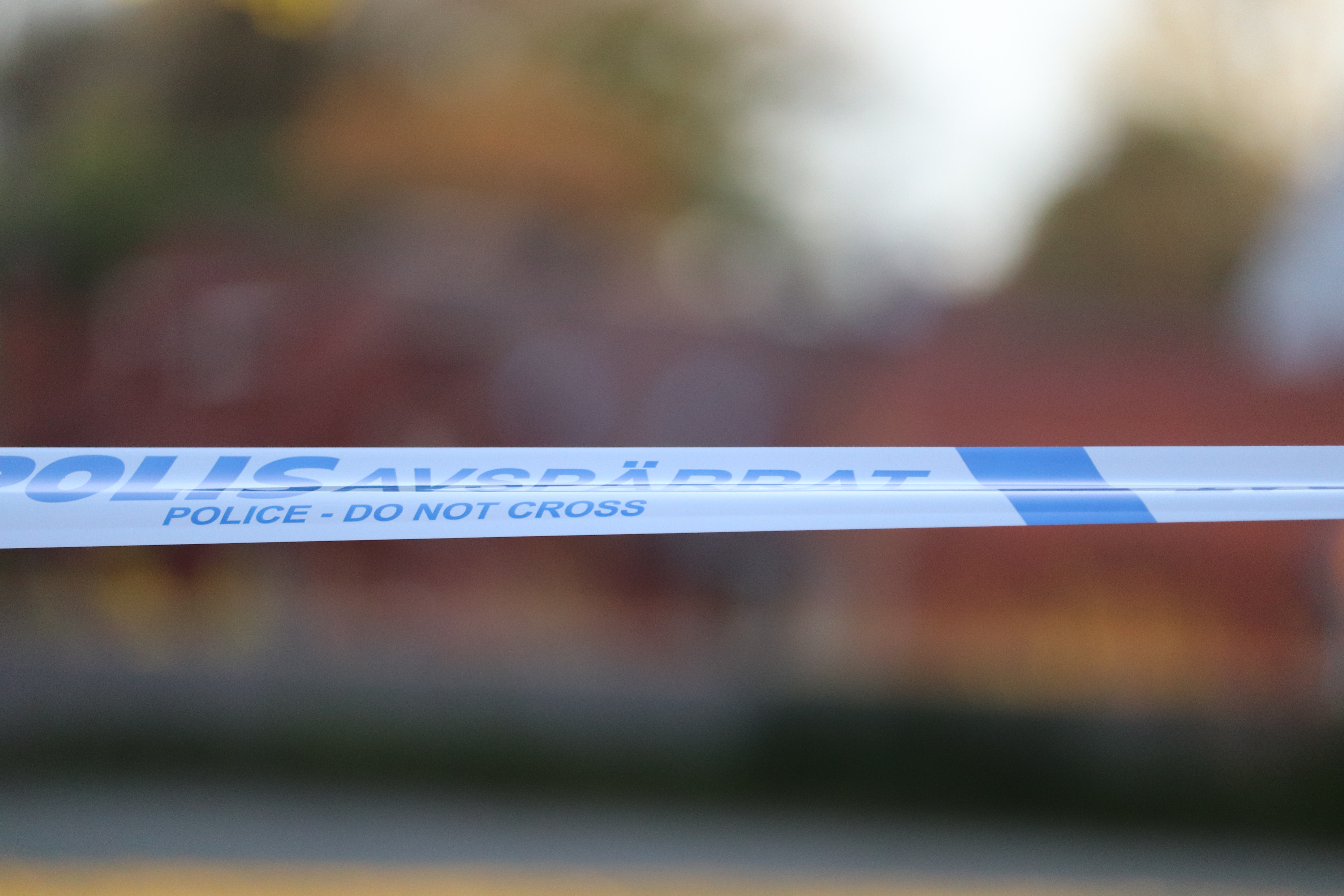
Polisen i Sveriges avspärrningsband 2020.

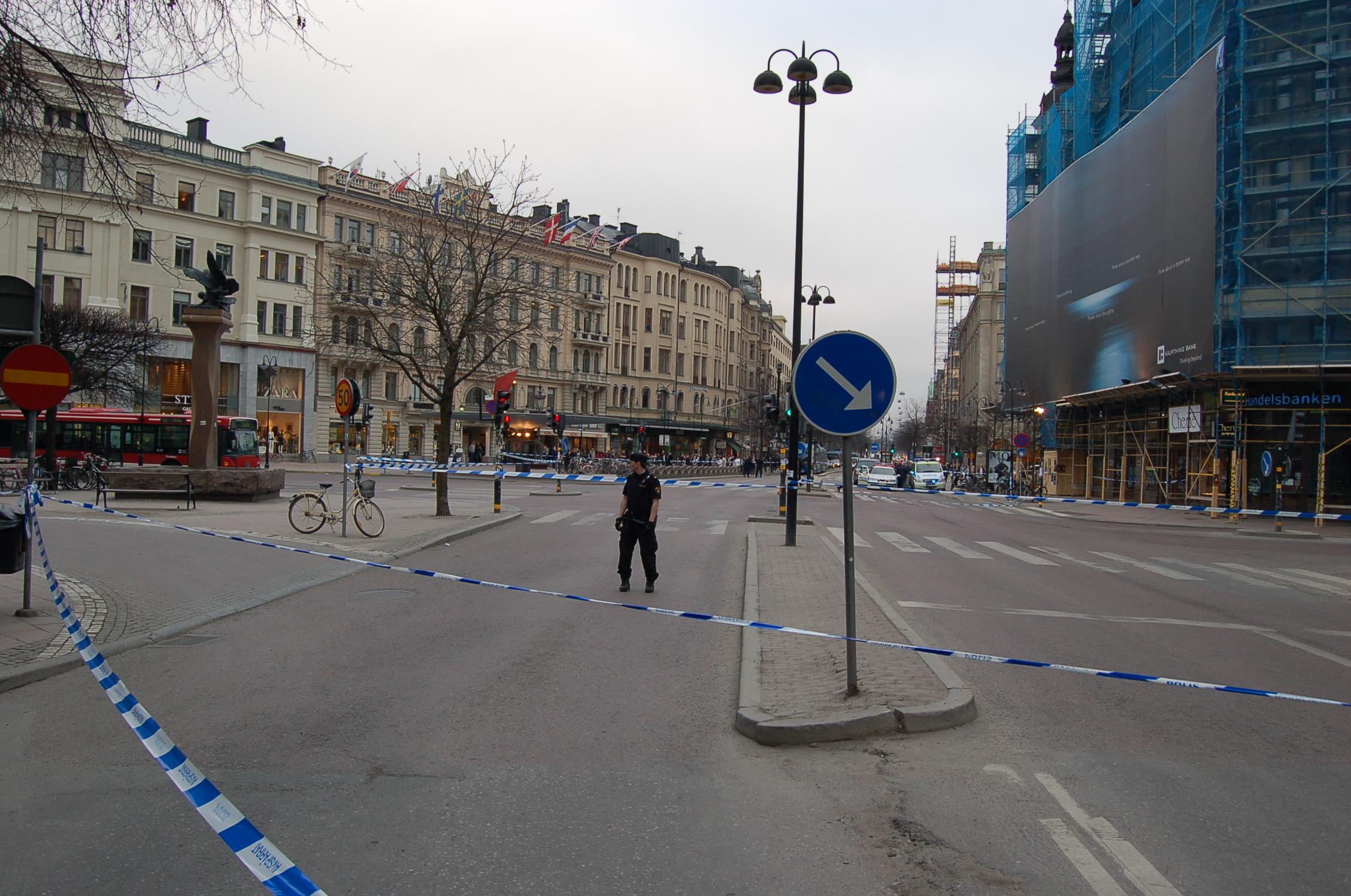
Polisen använder avspärrningsband på Birger Jarlsgatan vid Stureplan i Stockholm, 2006.

Ett avspärrningsband är ett plastband som används likt ett stängsel för att varna eller förbjuda allmänheten att beträda det markerade området eller platsen. Avspärrningsbanden används bland annat av polis, räddningstjänst, byggarbetare och privatpersoner som av olika skäl måste avspärra ett område. Plastbanden finns i en mängd olika färger och utföranden, de vanligaste är röd/vit, röd/gul och svart/gul. Att använda ett avspärrningsband är ett enkelt skydd för säkerhet och mot ovälkomna personer.

## Avspärrningsband i Sverige

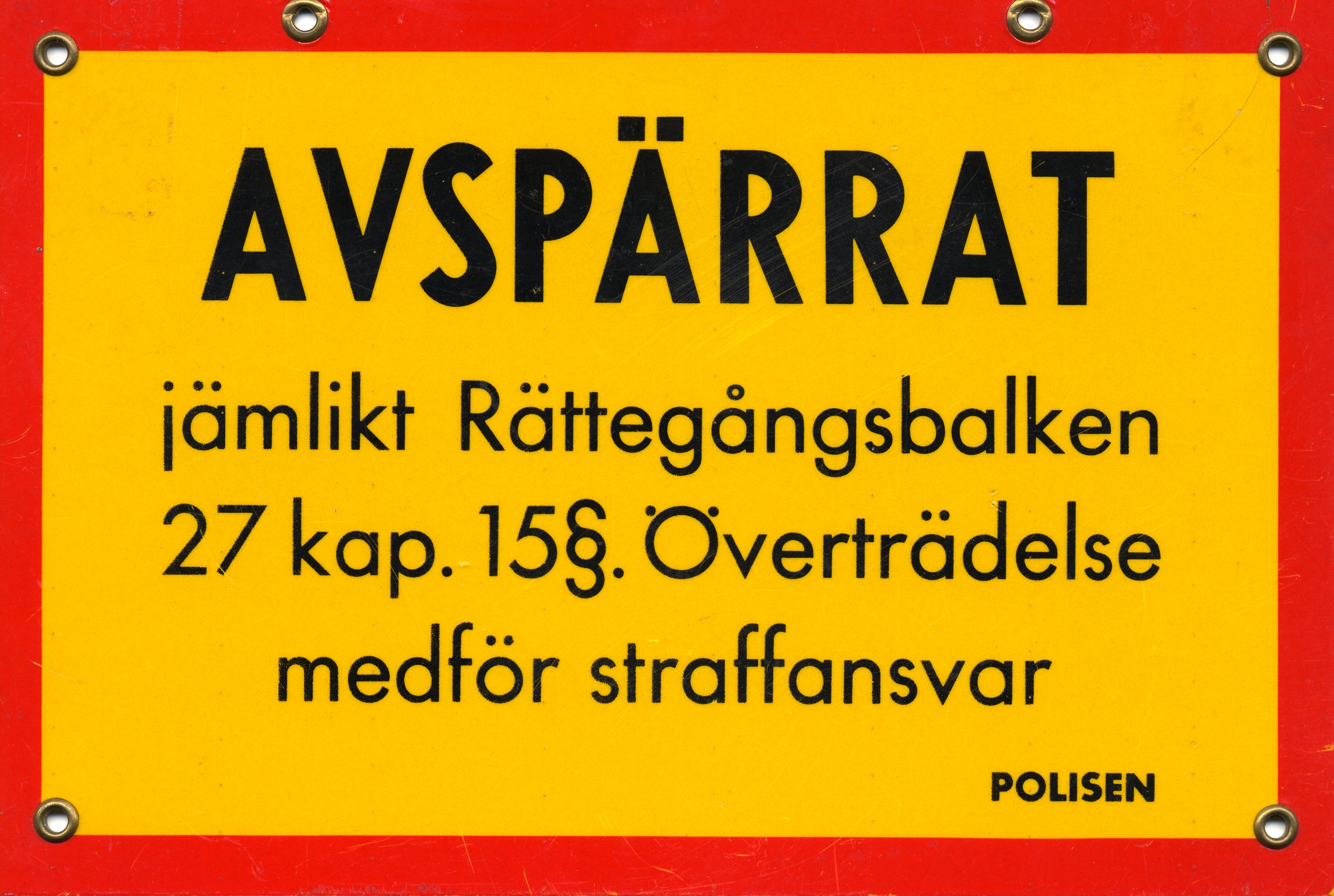
Svensk avspärrningsskylt som använd vid avspärrning av en brottsplats med hänvisning till Rättegångsbalken.

Polismyndigheten använder blå/vitt avspärrningsband med texten POLIS AVSPÄRRAT samt med engelsk text. Banden används huvudsakligen vid två tillfällen, vid avspärrning av områden, fordon, fastigheter med mera med anledning av utredning av brott med stöd av rättegångsbalken 27:15 eller för att spärra av områden med hänsyn till upprätthållande av allmän ordning och säkerhet med stöd av polislagen §24. Det är ett brott att överträda en avspärrning, överträdelse av myndighets bud (brottsbalken 17:13) och straffet är fängelse upp till ett år.
Räddningstjänsten använder röd/gula avspärrningsband med texten Avspärrat enl. 6 kap.2 § lagen om skydd mot olyckor. Räddningsledaren vid en räddningsinsats kan med stöd av lagen om skydd mot olyckor (LSO) 6:2 spärra av områden mm för att förhindra fara för liv, hälsa eller egendom eller för skada i miljön, till exempel en brinnande byggnad eller en väg vid en trafikolycka. Den som överträder en avspärrning gjord med stöd av lagen om skydd mot olyckor kan dömas till böter (LSO 10:3 6 punkten) om inte gärningen är belagd med straff enligt brottsbalken.
Polis, räddningstjänst och ambulans kan också använda gula band med röda streck och texten Kontrollerat fordon Räddningstjänsten, Ambulansen, Polisen som sätts på fordon vid olycksplatser för att markera att fordonet genomsökts eller dylikt. Detta avspärrningsband är inte att anse som ett juridiskt avspärrningsband, utan ett informerande avspärrningsband, och är främst tänkt till utmärkning av fordon för att allmänheten inte skall slå larm om samma fordon vid ett senare skede, efter att förekommande aktör lämnat platsen.
Avspärrningsband används även av en rad civila aktörer i samhället och för en mängd olika områden, där innefattande allt från reparations- och byggarbeten till tävlingar och evenemang av olika slag. De vanligaste färgerna för användning inom den civila sektorn när det kommer till generell användning är röd/vit eller svart/gul, men även röd/gul förekommer i viss utsträckning inom främst större byggföretag och kommunala enheter. Vissa större företag eller evenemang väljer även att specialtrycka avspärrningsband med företagets egen logotyp och/eller annan informativ text, för att få en större varningsinverkan samt sticka ut ur mängden, men även för att på ett enklare sätt kunna informera om vem som utfört avspärrningen.
Exempel på adekvat brukande av avspärrningsband inom den civila sektorn kan vara exempelvis av byggföretag i samband med byggarbetsplatser, av arrangörer i samband med utförande av evenemang och uppmärkning av evenemangsområden, av företag och organisationer för att markera, avgränsa eller leda om besökare, eller av exempelvis väktare för att begränsa tillträde till ett visst område av någon anledning.

## Internationellt

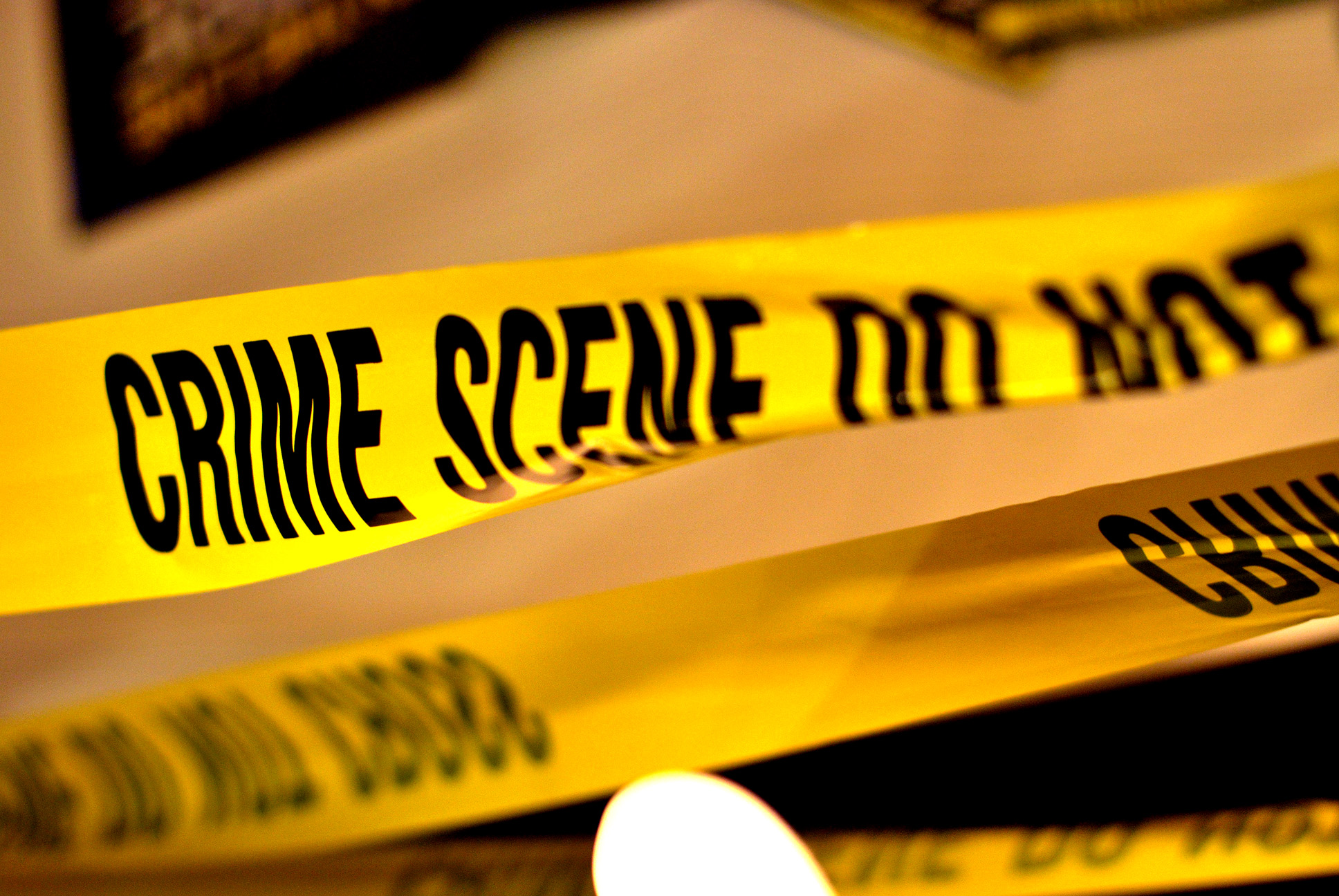
Amerikanskt avspärrningsband med texten "crime scene do not cross".

I exempelvis USA har polisen flera olika typer av avspärrningsband. Där finns bland annat avspärrningsband för polis och utredning med texterna "POLICE LINE DO NOT CROSS", "CRIME SCENE DO NOT CROSS", "POLICE", "CRIME SCENE", "CRIME SCENE INVESTIGATION", "POLICE DO NOT CROSS", "US POLICE LINE DO NOT CROSS", "FEDERAL POLICE", "FEDERAL POLICE DO NOT CROSS", "FEDERAL POLICE LINE DO NOT CROSS", "FEDERAL POLICE CRIME SCENE" med flera. Det finns dock inte ett generellt avspärrningsband och en generell text som skall användas, utan det är upp till varje enskilt distrikt och polisstation att avgöra vilken form av band och text man vill använda, så länge texten är juridiskt bindande och informativ om vad avspärrningen gäller. Det är därför inte ovanligt att avspärrningsbanden kan variera kraftigt i utseende och utformning samt text, bara från polisstation till polisstation samt myndighet till myndighet. Banden är oftast gula med svart text, då uppfattningen är att detta syns bättre än andra färger.
Inom Europa finns generellt två grundfärgsättningar när det kommer till polisens avspärrningsband, med vissa undantag, och dessa är rött/vitt avspärrningsband med tryck i rött, svart eller blått (till exempel i Danmark, Norge, Frankrike och Tyskland), eller blått/vitt med tryck i blått eller svart (till exempel i Sverige, Finland och Polen). På dessa avspärrningsband trycks antingen en upplysande text om avspärrningen och/eller ordet polis i landsspecifik stavning och/eller på engelska.

## Varningstejp

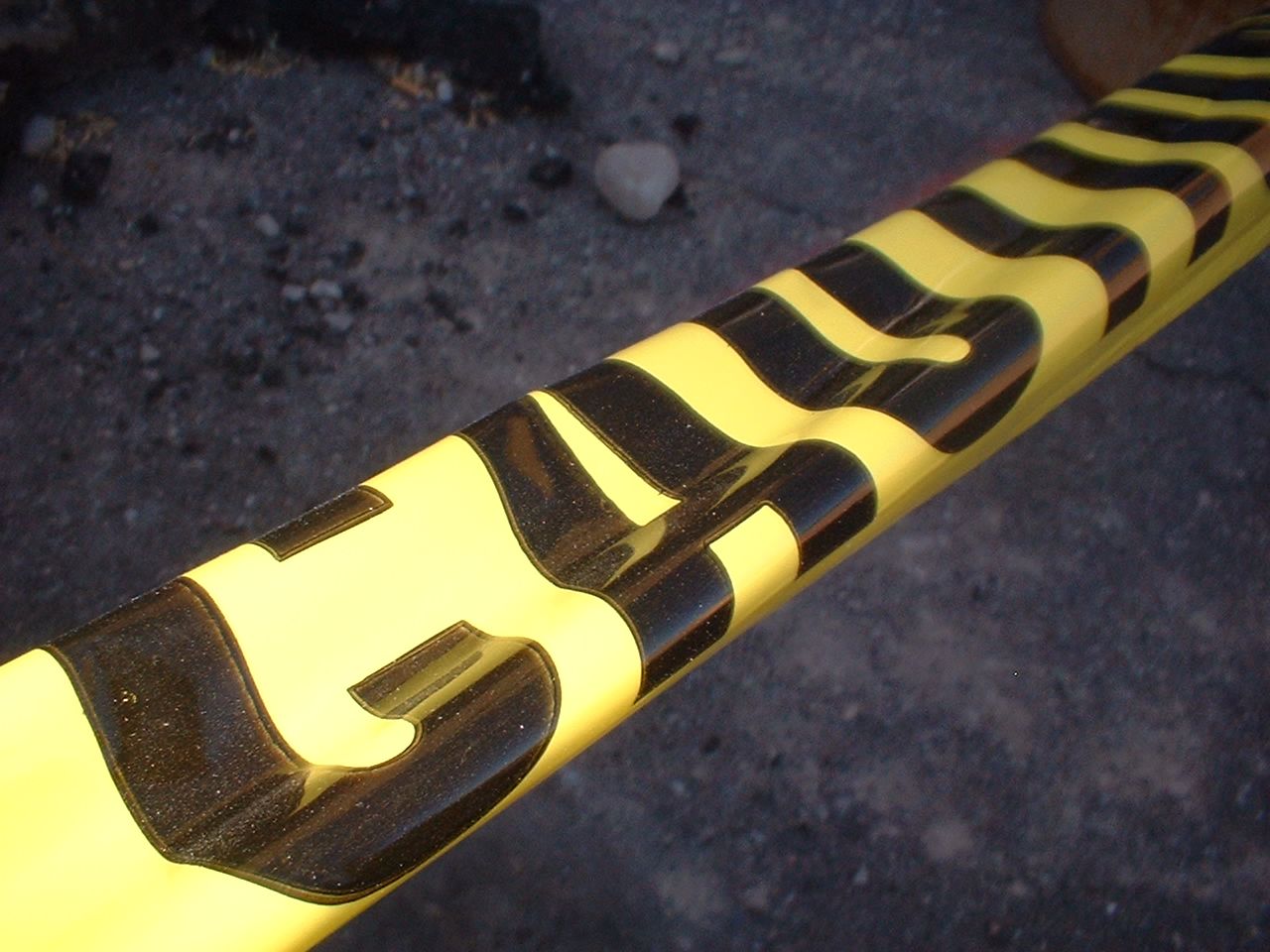
Engelskspråkig varningstejp.

Varningstejp är en bred tejp med svart-gula eller röd-vita diagonala ränder. Självhäftande varningstejp används bland annat för att markera farliga kanter.